# Pueblorrico
Pueblorrico là một khu tự quản thuộc tỉnh Antioquia, Colombia. Thủ phủ của khu tự quản Pueblorrico đóng tại Pueblorrico Khu tự quản Pueblorrico có diện tích 86 ki lô mét vuông. Đến thời điểm ngày 28 tháng 5 năm 2005, khu tự quản Pueblorrico có dân số 9198 người.